# NGC 5801
NGC 5801 é uma galáxia espiral (Sb) localizada na direcção da constelação de Libra. Possui uma declinação de -13° 54' 13" e uma ascensão recta de 15 horas, 00 minutos e 25,9 segundos.
A galáxia NGC 5801 foi descoberta em 1886 por Frank Leavenworth.